# Bankia zeteki
Bankia zeteki är en musselart som beskrevs av Bartsch 1921. Bankia zeteki ingår i släktet Bankia och familjen skeppsmaskar. Inga underarter finns listade i Catalogue of Life.